# 2009년 포뮬러 원 시즌

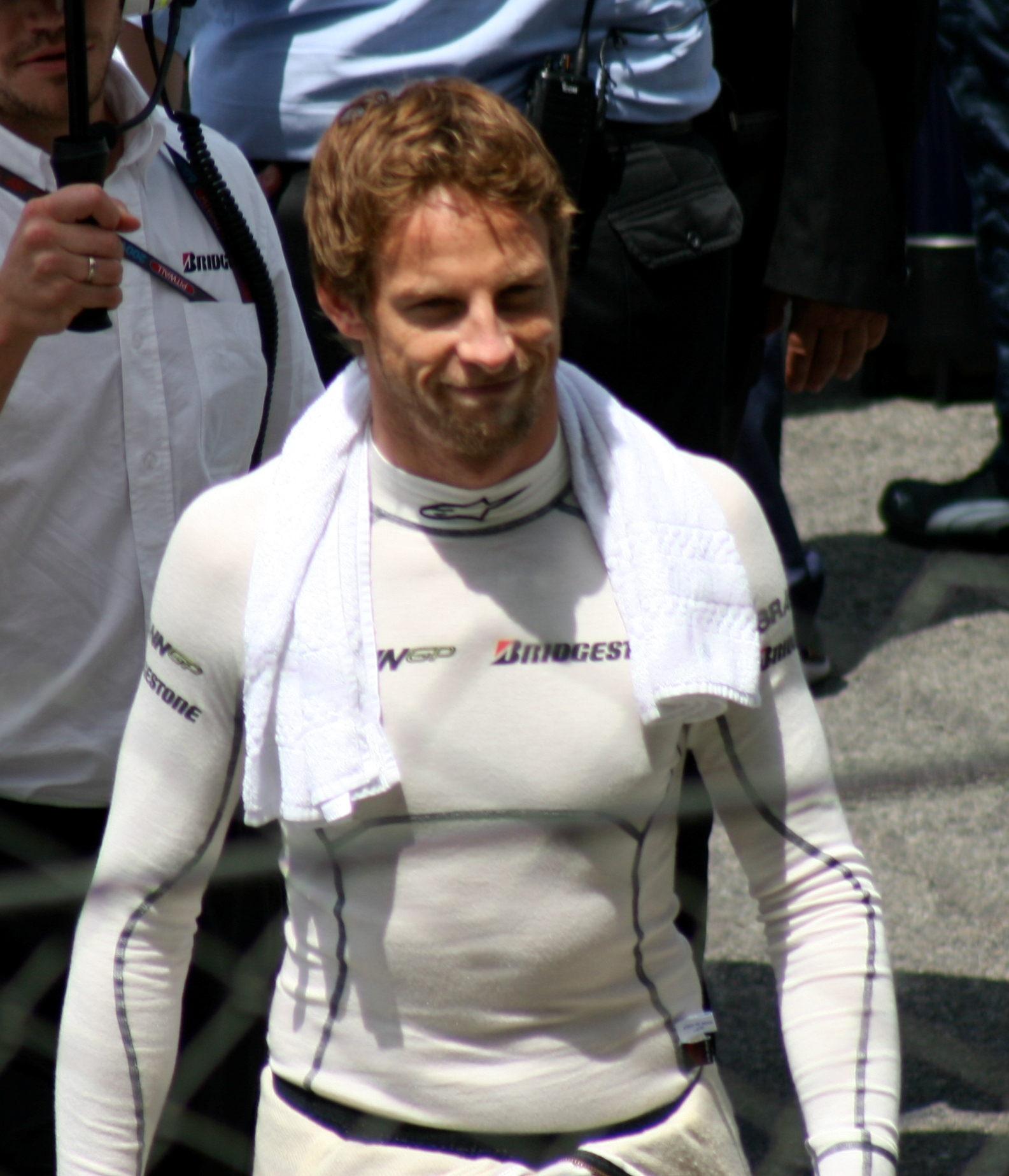
2009년 드라이버 챔피언 젠슨 버튼

2009년 포뮬러 원 시즌은 60번째 FIA 포뮬러 원 시즌이다. 브라운-메르세데스가 팀의 컨스트럭터 챔피언십 우승을 거두었고, 젠슨 버튼이 드라이버 챔피언십 우승을 차지했다.
이 시즌은 브리지스톤이 타이어를 독점 공급하였다. 내년까지 계약되어 있다.
이 시즌은 3월 29일 오스트레일리아 그랑프리를 시작으로 11월 1일 아부다비 그랑프리까지 총 17경기로 치러졌다.

## 참가팀과 드라이버
| 팀                                             | 컨스트럭터             | 차량    | 엔진               | 타이어 | No. | 드라이버            | 라운드 | 테스트/리저브 드라이버 |
| ---------------------------------------------- | ---------------------- | ------- | ------------------ | ------ | --- | ------------------- | ------ | ---------------------- |
| 보다폰 맥라렌 메르세데스                       | 맥라렌-메르세데스      | MP4-24  | 메르세데스 FO 108W | B      | 1   | 루이스 해밀턴       | All    | 빈칸                   |
| 보다폰 맥라렌 메르세데스                       | 맥라렌-메르세데스      | MP4-24  | 메르세데스 FO 108W | B      | 2   | 헤이키 코발라이넨   | All    | 빈칸                   |
| 스쿠데리아 페라리 말보로                       | 페라리                 | F60     | 페라리 056         | B      | 3   | 펠리페 마사         | 1–10   | 빈칸                   |
| 스쿠데리아 페라리 말보로                       | 페라리                 | F60     | 페라리 056         | B      | 3   | 루카 바도에르       | 11–12  | 빈칸                   |
| 스쿠데리아 페라리 말보로                       | 페라리                 | F60     | 페라리 056         | B      | 3   | 지안카를로 피지켈라 | 13–17  | 빈칸                   |
| 스쿠데리아 페라리 말보로                       | 페라리                 | F60     | 페라리 056         | B      | 4   | 키미 라이코넨       | All    | 빈칸                   |
| BMW 자우버 F1 팀                               | BMW 자우버             | F1.09   | BMW P86/9          | B      | 5   | 로베르트 쿠비차     | All    | 빈칸                   |
| BMW 자우버 F1 팀                               | BMW 자우버             | F1.09   | BMW P86/9          | B      | 6   | 닉 하이트펠트       | All    | 빈칸                   |
| \| \| ING 르노 F1 팀 \| \| 르노 F1 팀[7] \| \| | 르노                   | R29     | 르노 RS27          | B      | 7   | 페르난도 알론소     | All    | 빈칸                   |
| \| \| ING 르노 F1 팀 \| \| 르노 F1 팀[7] \| \| | 르노                   | R29     | 르노 RS27          | B      | 8   | 넬손 피케, Jr.      | 1–10   | 빈칸                   |
| \| \| ING 르노 F1 팀 \| \| 르노 F1 팀[7] \| \| | 르노                   | R29     | 르노 RS27          | B      | 8   | 로망 그로장         | 11–17  | 빈칸                   |
| 파나소닉 도요타 레이싱                         | 도요타                 | TF109   | 도요타 RVX-09      | B      | 9   | 야르노 트룰리       | All    | 가무이 고바야시        |
| 파나소닉 도요타 레이싱                         | 도요타                 | TF109   | 도요타 RVX-09      | B      | 10  | 티모 글록           | 1–15   | 가무이 고바야시        |
| 파나소닉 도요타 레이싱                         | 도요타                 | TF109   | 도요타 RVX-09      | B      | 10  | 가무이 고바야시     | 16–17  | 가무이 고바야시        |
| 스쿠데리아 토로 로소                           | 토로 로소-페라리       | STR4    | 페라리 056         | B      | 11  | 세바스티앵 부르데   | 1–9    | 빈칸                   |
| 스쿠데리아 토로 로소                           | 토로 로소-페라리       | STR4    | 페라리 056         | B      | 11  | 하이메 알게수와리   | 10–17  | 빈칸                   |
| 스쿠데리아 토로 로소                           | 토로 로소-페라리       | STR4    | 페라리 056         | B      | 12  | 세바스티앵 부에미   | All    | 빈칸                   |
| 레드불 레이싱                                  | 레드불-르노            | RB5     | 르노 RS27          | B      | 14  | 마크 웨버           | All    | 빈칸                   |
| 레드불 레이싱                                  | 레드불-르노            | RB5     | 르노 RS27          | B      | 15  | 제바스티안 페텔     | All    | 빈칸                   |
| AT&T 윌리엄스                                  | 윌리엄스-도요타        | FW31    | 도요타 RVX-09      | B      | 16  | 니코 로스베르크     | All    | 빈칸                   |
| AT&T 윌리엄스                                  | 윌리엄스-도요타        | FW31    | 도요타 RVX-09      | B      | 17  | 가즈키 나카지마     | All    | 빈칸                   |
| 포스 인디아 F1 팀                              | 포스 인디아-메르세데스 | VJM02   | 메르세데스 FO 108W | B      | 20  | 아드리안 주틸       | All    | 빈칸                   |
| 포스 인디아 F1 팀                              | 포스 인디아-메르세데스 | VJM02   | 메르세데스 FO 108W | B      | 21  | 지안카를로 피지켈라 | 1–12   | 빈칸                   |
| 포스 인디아 F1 팀                              | 포스 인디아-메르세데스 | VJM02   | 메르세데스 FO 108W | B      | 21  | 비탄토니오 리우찌   | 13–17  | 빈칸                   |
| 브라운 GP F1 팀                                | 브라운-메르세데스      | BGP 001 | 메르세데스 FO 108W | B      | 22  | 젠슨 버튼           | All    | 빈칸                   |
| 브라운 GP F1 팀                                | 브라운-메르세데스      | BGP 001 | 메르세데스 FO 108W | B      | 23  | 후벵스 바히셸루     | All    | 빈칸                   |
| 프랑스                                         | ING 르노 F1 팀         |         |                    |        |     |                     |        |                        |
| 프랑스                                         | 르노 F1 팀             |         |                    |        |     |                     |        |                        |

## 경기 일정
| 라운드 | 경기이름                | 그랑프리          | 서킷                                       | 날짜      |
| ------ | ----------------------- | ----------------- | ------------------------------------------ | --------- |
| 1      | 오스트레일리아 그랑프리 | 오스트레일리아 GP | 앨버트 파크, 멜버른                        | 3월 29일  |
| 2      | 말레이시아 그랑프리     | 말레이시아 GP     | 세팡 인터내셔널 서킷, 쿠알라룸푸르         | 4월 5일   |
| 3      | 중국 그랑프리           | 중국 GP           | 상하이 인터내셔널 서킷, 상하이             | 4월 19일  |
| 4      | 바레인 그랑프리         | 바레인 GP         | 바레인 인터내셔널 서킷, 사히르             | 4월 26일  |
| 5      | 스페인 그랑프리         | 스페인 GP         | 카탈루냐 서킷, 바르셀로나                  | 5월 10일  |
| 6      | 모나코 그랑프리         | 모나코 GP         | 모나코 서킷, 몬테카를로                    | 5월 24일  |
| 7      | 터키 그랑프리           | 터키 GP           | 이스탄불 파크, 이스탄불                    | 6월 7일   |
| 8      | 영국 그랑프리           | 영국 GP           | 실버스톤 서킷, 실버스톤                    | 6월 21일  |
| 9      | 독일 그랑프리           | 독일 GP           | 뉘르부르크링, 뉘르부르크                   | 7월 12일  |
| 10     | 헝가리 그랑프리         | 헝가리 GP         | 헝가로링, 부다페스트                       | 7월 26일  |
| 11     | 유럽 그랑프리           | 유럽 GP           | 발렌시아 스트리트 서킷, 발렌시아           | 8월 23일  |
| 12     | 벨기에 그랑프리         | 벨기에 GP         | 스파-프랑코샹 서킷, 스파                   | 8월 30일  |
| 13     | 이탈리아 그랑프리       | 이탈리아 GP       | 몬차 자동차 경주장, 몬차                   | 9월 13일  |
| 14     | 싱가포르 그랑프리       | 싱가포르 GP       | 마리나 베이 스트리트 서킷, 마리나 베이     | 9월 27일  |
| 15     | 일본 그랑프리           | 일본 GP           | 스즈카 서킷, 스즈카                        | 10월 4일  |
| 16     | 브라질 그랑프리         | 브라질 GP         | 호세 카를로스 파시 자동차 경주장, 상파울루 | 10월 18일 |
| 17     | 아부다비 그랑프리       | 아부다비 GP       | 야스 마리나 서킷, 아부다비                 | 11월 1일  |